# Fouchères-aux-Bois
Fouchères-aux-Bois település Franciaországban, Meuse megyében. Lakosainak száma 133 fő (2022. január 1.). Fouchères-aux-Bois Maulan, Le Bouchon-sur-Saulx, Ligny-en-Barrois, Ménil-sur-Saulx és Nant-le-Petit községekkel határos.

## Népesség
A település népességének változása:
| Lakosok száma | 130  | 138  | 134  | 138  | 150  | 146  | 134  | 127  | 123  | 133  |
|               | 1968 | 1982 | 1990 | 2006 | 2013 | 2015 | 2017 | 2019 | 2020 | 2022 |